# Julius Rudolph Theodor Vogel
Julius Rudolph Theodor Vogel, auch kurz Theodor Vogel (* 30. Juli 1812 in Berlin; † 17. Dezember 1841 auf Fernando Póo), war ein deutscher Botaniker und Forschungsreisender. Sein botanisches Autorenkürzel lautet „Vogel“.

## Leben
Vogel wurde am Friedrich-Wilhelms-Gymnasium in Berlin erzogen und zeigte schon früh Interesse an Entdeckungsreisen. Unter Anleitung von Johann Friedrich Ruthe, einem Lehrer an der Berliner Gewerbeschule, erwarb er erste botanische Kenntnisse. Im Sommersemester 1832 immatrikulierte er sich an der Friedrich-Wilhelms-Universität zu Berlin, um Philosophie und Naturgeschichte zu studieren. Er wurde am 5. August 1837 mit einer Arbeit über den Genus Cassia promoviert.
Vogel war 1838 Privatdozent in Berlin und ab 1839 in Bonn. 1838 wurde er zum Mitglied der Deutschen Akademie der Naturforscher Leopoldina gewählt.

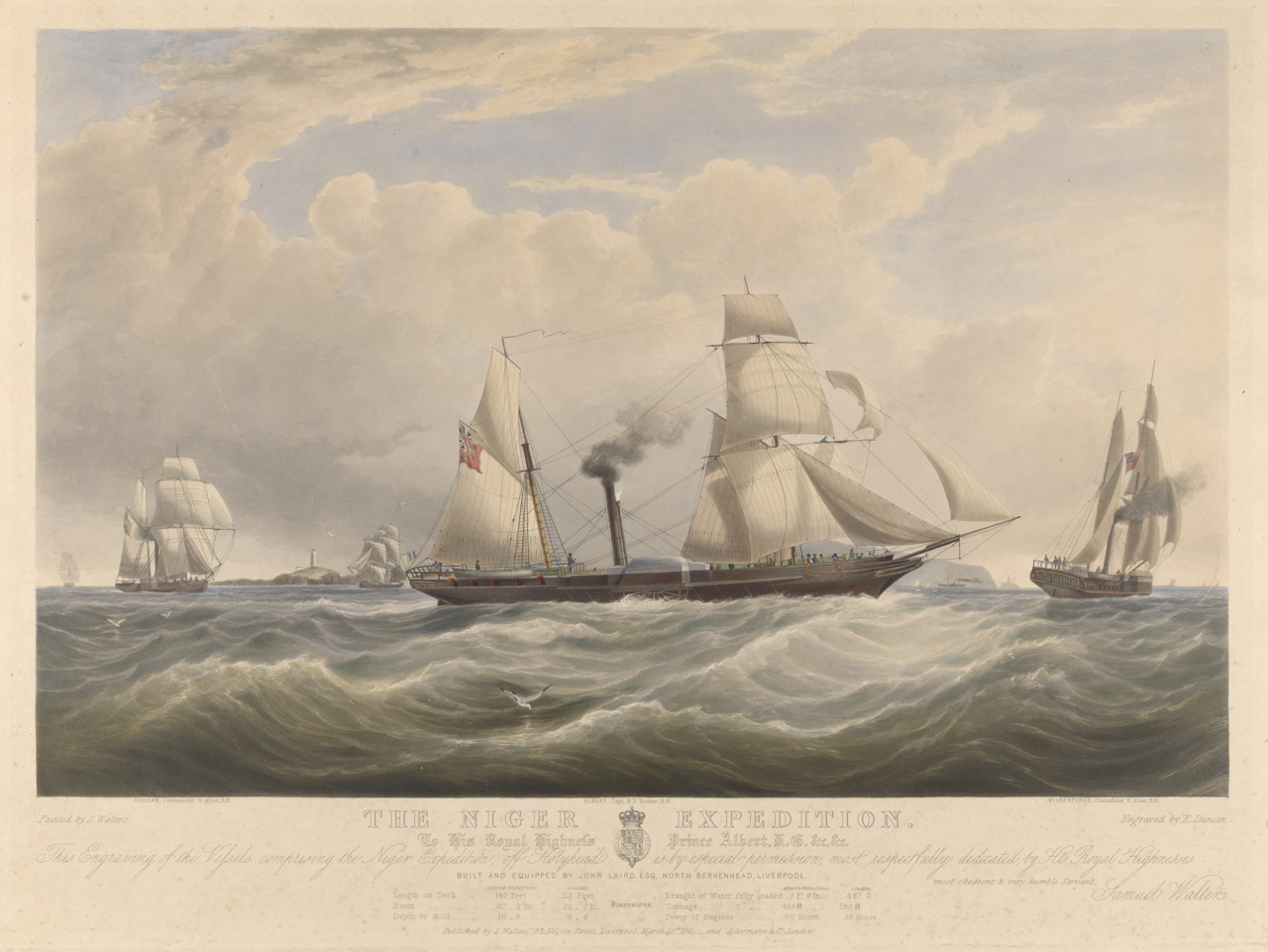
Die Schiffe der Niger Expedition 1841 bei Holyhead

Er beteiligte sich 1841 an der Britischen Niger-Expedition der African Civilization Society, deren offizielles Ziel die Mission und die Bekämpfung des Sklavenhandels war. Während der viermonatigen Wartezeit auf den Beginn der Expedition lebte er in England und publizierte über die Flora Westafrikas. Ende Januar 1841 stach er auf der Wilberforce in See. Auch der englische Gärtner John Ansell, nach dem die Orchideengattung Ansellia benannt ist, beteiligte sich an der Expedition. Vogel botanisierte unter anderem in St. Vincent und in Freetown, hatte dort aber große Schwierigkeiten, seine Sammlung zu trocknen. Er sammelte auch ethnographische Materialien. Am 9. August landete die Flotte an Nunmündung des Niger, hier erkrankten viele Expeditionsmitglieder an Malaria und Ruhr, darunter auch Vogel. Die Expedition siedelte auf die vorgeblich gesündere Insel Bioko im Golf von Guinea über. Hier verstarb Vogel im Alter von 29 Jahren. Er wurde auf der Insel begraben.

## Ehrungen
Nach Vogel ist die Pflanzengattung Vogelocassia Britton aus der Familie der Hülsenfrüchtler (Fabaceae) benannt. Die Gattung Vogelia aus der Pflanzenfamilie der Bleiwurzgewächse (Plumbaginaceae) ist möglicherweise Benedict Christian Vogel (1745–1825) oder Rudolph Augustin Vogel (1724–1774) zu Ehren benannt worden.

## Schriften
- Synopsis generis Cassiae. Berlin 1837. Digitalisat
- De Swartzeis observationes? In: Linnaea 11, 1837
- Dalbergiearum Genera Brasiliensia. In: Linnaea 11, 1837
- De Caesalpineis Brazilia. In: Linnaea 11, 1837
- Synopsis generis Cassiae pars altera. In: Linnaea 11, 1837